# Keld Bordinggaard
Keld Bordinggaard (Holstebro, 23 novembre 1962) è un allenatore di calcio ed ex calciatore danese, di ruolo centrocampista, tecnico delle giovanili del Bayer Leverkusen.

## Palmarès

### Giocatore

#### Competizioni nazionali
- Campionato danese: 2

Odense: 1982
Silkeborg: 1993-1994
- Coppa di Danimarca: 1

Odense: 1982-1983

#### Competizioni internazionali
- Coppa Intertoto UEFA: 1

Silkeborg: 1996